# Requiem (Olsson)
Het Requiem van de Zweed Otto Olsson is een goed bewaard geheim gebleven in het genre requiem. Het is een werk met lange adem.
Olsson schreef het werk in de jaren 1901 tot en met 1903 om het in te zenden voor een compositiewedstrijd, die hij won.  Hij schreef het waarschijnlijk ter nagedachtenis aan zijn vader. Andere inspiraties zouden zijn de Requiems van Gabriel Fauré en Giuseppe Verdi die toen werden uitgevoerd in Stockholm. Het zou ook simpelweg kunnen zijn dat Olsson het schreef omdat hij wilde proberen of hij een dergelijk werk op papier kon zetten. Olsson noemde het werk steeds in zijn werklijsten, maar tot een uitvoering kwam het maar niet. De eerste uitvoering heeft plaatsgevonden op 14 november 1976 in de Gustaf Vasa kyrka in Stockholm, dirigent is Charles Farncombe. De componist is dan twaalf jaar dood.
De meningen over dit requiem komen erop neer, dat Olsson het ten opzichte van andere requiems qua klank licht houdt. Geen zware toonzettingen en orkestraties. Er zijn tien delen:
1. Requiem
2. Kyrie
3. Dies Irae
4. Ren Tremendae
5. Recordare
6. Confutatis
7. Domine Jesu
8. Hostias
9. Sanctus
10. Agnus Dei

Voor de uitvoeringen zijn nodig:
- vier solisten (sopraan, alt, tenor, bariton)
- zesstemmig gemengd koor
- 3 dwarsfluiten, 2 hobo, 2 klarinetten, 2 fagotten
- 4 hoorns, 2 trompetten, 3 trombones, 1 tuba
- pauken, harp
- violen, altviolen, celli, contrabassen